# Berindești, Argeș
Berindești este un sat în comuna Corbeni din județul Argeș, Muntenia, România.